# Gualberta Alaide Beccari
Gualberta Alaide Beccari ( Padua, 1842 - Bolonia, 1906) fue una escritora y periodista italiana, sufragista, feminista, republicana, pacifista y reformadora social. En 1868 fundó la revista sobre derechos de las mujeres La Donna  publicada hasta 1891 y considerada el órgano principal del movimiento para la emancipación de las mujeres en Italia en la que colaboraron mujeres clave como Anna Maria Mozzoni, Elena Ballio, Luisa Toso y Giorgina Saffi. También fue autora de cuentos y comedias, algunos de los cuales fueron publicados bajo el seudónimo de Flaviana Flaviani. Entre sus obras de teatro más destacadas están È storia o Un caso di divorzio, en el que expone sus creencias e ideales de progreso y emancipación.

## Biografía
Alaide Beccari nació en Padua en 1842, tercera hija y única superviviente de una fratria de más de 10 hermanos. Creció en un ambiente familiar impregnado de patriotismo mazzinista y de pasión por la literatura. Su padre Girolamo Giacinto, originario de Montagnana traducía y adaptaba obras teatrales y dirigió durante mucho tiempo la Sociedad Filodramática de los Solerti de Padua de la que formaba parte Antonietta Gloria, la madre de Gualberta Beccari. 
Al estallar la Segunda Guerra de la Independencia italiana la familia se trasladó a Módena en 1859 en un territorio insurgente donde su padre continuó su actividad teatral e incluso se alistó a las filas del ejército real y después a Venecia. Beccari ayuda a su padre en su trabajo convirtiéndose en su secretaria. Durante el exilio de su padre en Turín entró en contacto con el entorno republicano, principal fuente de su educación y surgió el deseo de promover la educación de las mujeres y la lectura. Desde joven se interesa por la escritura y asume el compromiso político. Su interés surgió a partir de su colaboración en un tablón de anuncios conmemorativo en honor a Adelaide Cairoli y sus hijos, editado junto a Francesca Zambusi dal Lago y de la idea de crear una serie dedicada a Patriotas italianos.
De regreso a Padua se planteó la creación de un periódico dedicado a la educación de las mujeres por las mujeres. Rodeada de poetisas y escritoras funda en 1868 la revista La Donna  (La Mujer) que se define como "una publicación sobre intereses femeninos (...) la única escrita por mujeres".

### La Donna
El primer número de La Donna (La Mujer) se publicó en 1868. La revista tenía una periodicidad quincenal. El objetivo principal de la publicación era informar y educar a las mujeres en todas las áreas: política, literaria, científica y artística; los artículos no se limitaron a la esfera teórica sino que trajeron ejemplos prácticos relacionados con las escuelas y el mundo del trabajo, también hubo una mirada internacional a las principales expresiones del pensamiento femenino.
La publicación promovió los derechos de las mujeres después de la unificación italiana en 1861. Alaide Beccari  era reformadora social cuando la reforma moral y política estaba ganando apoyo popular en Gran Bretaña, Francia, Estados Unidos y otros lugares como parte de un movimiento reformista más amplio durante el siglo XIX. 
La Donna era una voz feminista poco habitual en Italia durante la época en que se publicó (décadas 1870-1880) y apoyaba la "emancipación de la mujer". Beccari, como otras feministas italianas de su generación (como Erminia Fuà, Aurelia Cimino Folliero, Sara Nathan, Giovanna Garcea y Adelaide Cairoli ) relacionó la emancipación de las mujeres con la política de unificación italiana, refiriéndose al " Risorgimento de la mujer". La revista La Donna dio cobertura a Anna Maria Mozzoni, quien luchó por reformar las leyes de Italia que regulaban la legalización de la prostitución. Mozzoni, Beccari, Giorgina Saffi publicitaron el concepto de "mujer ciudadana" y "madre patriota". La Donna también promovió las causas apoyadas por Josephine Butler . Los artículos originalmente publicados en La Donna en italiano fueron traducidos y publicados en el extranjero, en la revista feminista inglesa  The Englishwoman's Review . En 1877, La Donna realizó una campaña que logró 3000 firmas en apoyo del sufragio femenino en Italia.
Después de una breve estancia en Venecia, en 1878 Beccari se trasladó a Bolonia y con ella se traslada el equipo editorial de la revista. En ese periodo el compromiso político de la revista se hizo más específico: de hecho, el tema central se convirtió en la actividad de las empresas de trabajadores inspiradas en Mazzini y, en consecuencia, en la atención a la lucha por las demandas en el mundo laboral. En torno a la figura de Beccari y la revista, se creó una importante red de amistades y correspondencias que también implicaba tejer una red de solidaridad e igualdad de relaciones en base no sólo de las publicaciones en la revista, sino  también durante las reuniones periódicas que tuvieron lugar en casa de Beccari, la fragua de esta asociación intelectual. Las reuniones del personal editorial de "La Donna" se transformaron en nuevas ocasiones para reuniones entre mujeres, ya no confinadas en las salas de estar, sino cada vez más abiertas a nuevas experiencias y formas de discusión y reunión. 
Las colaboradoras La Donna: Anna Maria Mozzoni, Sarina Nathan, Luisa Tosko, Giorgina Janet Craufurd, Giulia Cavallari Cantalamessa, Fanny Lewald, Ernesta Napollon participaron en las principales campañas del feminismo del siglo XIX para la conquista de los derechos civiles y políticos de las mujeres.
Beccari se vio obligada dejar la dirección de la revista Woman en 1887 debido a problemas de salud; Emilia Mariani la relevó en el cargo. 
Beccari creía que las mujeres podían ser un contrapeso enriquecedor al "militarismo" masculino. Apoyaba las causas pacifistas, y La Donna frecuentemente daba cobertura a informaciones de organizaciones pacifistas, como la fundación de la Asociación Internacional de Mujeres (IAW) creada por Marie Goegg en Ginebra en 1870.
Beccari también escribió obras de teatro, entre ellas Un caso di divorzio ( Un caso de divorcio ), estrenada en 1881, que en retrospectiva ha sido criticada por su calidad literaria como "sentimental" y "predecible"; en particular no hay matrimonio para la segunda "esposa" en el drama. Sin embargo, la obra es relevante por haber sido escrita y producida. No eran frecuentes las escritoras en Italia en ese momento, ya que la mayoría de las mujeres eran analfabetas y solo un puñado de mujeres escribían y producían obras de teatro en Italia durante el período; cabe recordar a las dramaturgas Luisa Marenco-Martini-Bernardi, Irma Meladny Scodnik y Amelia Rosselli. El sufragio femenino llegó a Italia solo con la caída del régimen fascista en 1945. El divorcio se legalizó en Italia en 1970.

### Il Tesoro delle Giovani
Entre 1875 y 1876 dirigió la revista « Il Tesoro delle Giovani Madri. Giornale illustrato delle spose e delle famiglie », que plantea el derecho de las mujeres a asumir una ciudadanía femenina plena, reclama la participación de las mujeres en la esfera política, a pesar de los ataques de la prensa clerical y moderada.  
Gualberta Beccari participó personalmente y con su periódico en la campaña para la abolición de la prostitución estatal, una campaña que involucró (por primera vez en la historia de la Italia contemporánea) a hombres y mujeres de orientación democrática y republicana, apoyó el método froebeliano, la coeducación , la igualdad entre hombres y mujeres docentes y se posicionó en contra de la enseñanza religiosa de tipo confesional en las escuelas, al tiempo que declaró que la mujer constituye una especie de "sacerdote natural".
Se le atribuye la frase "Me sentí incitada a la rebelión cuando supe de un marido brutal que había golpeado a su esposa; y me sentí ... humillada dolorosamente al escucharlo de la propia mujer".

### Mamma, revista infantil
Desde 1886 durante veinte años también dirigió la revista infantil "Mamma"  en la que trató de traducir sus ideas educativas en términos de formación moral y preparación civil de las nuevas generaciones. Entre 1896 y 1897 también fundó una "biblioteca educativa para jóvenes" que lleva el nombre de la lingüista italiana Clotide Tambroni. 
Afectada por una enfermedad de origen nervioso que había limitado sus posibilidades a lo largo de su vida, murió sola en las cercanías de Bolonia, ayudando a un niño necesitado.
También apoyó a otras escritoras que intentaban iniciar sus carreras. Fue también una defensora del socialismo, implicando una pérdida de apoyo de las feministas moderadas.

## Obras
- Marco Visentini, ed. (1871). Martiri italiani, alcune donne pei danneggiati poveri dall'innondazione in Roma (en italiano). Venise. p. 199. OCLC 794650584.

### Teatro
- Beccari, Gualberta Alaide (1860). Fidanzati senza saperlo! primo tentativo drammatico della giovinetta Gualberta Alaide Beccari (en italiano). L. Cioffi. Consultado el 6 de enero de 2020.
- Visentini, ed. (1870). Pasquale Paoli dramma in cinque atti (en italiano). Venise. p. 99. OCLC 48218229.
- È Storia!dramma in tre atti (en italiano). Padoue. 1872. p. 69. OCLC 80260383.
- Carlo Barbini, ed. (1884). Un caso di divorzio, commedeia in tre atti (en italiano). Milan. p. 133. OCLC 990044397.
- Carlo Barbini, ed. (1884). La figliuola del soldato, commedia in due atti (per ragazzine) (en italiano). Milan. p. 120. OCLC 809213890.